# Roman Dereziński
Roman Dereziński (Poronin, 30 dicembre 1951) è un ex sciatore alpino polacco.

## Biografia
Sciatore polivalente originario di Zakopane e fratello di Andrzej, a sua volta sciatore alpino, alla VII Universiade invernale di Lake Placid 1972 vinse la medaglia d'oro nello slalom speciale; ai Mondiali di Sankt Moritz 1974 si classificò 62º nella discesa libera, 33º nello slalom gigante, 12º nello slalom speciale e 8º nella combinata e in Coppa del Mondo ottenne due piazzamenti di rilievo, entrambi in slalom speciale: 4º a Vysoké Tatry il 10 marzo 1974 e 9º a Chamonix il 30 gennaio 1975.
Si rese protagonista di un'impresa epica per raggiungere Livigno in occasione della VIII Universiade invernale, edizione caratterizzata da abbondanti nevicate che isolarono il paese: Dereziński era partito in automobile da Mayrhofen in Austria, dove aveva partecipato ad una gara di Coppa Europa, alla volta di Livigno con lo sciatore connazionale Christoph Trzesiak e un amico austriaco, ma a causa di una tormenta i tre rimasero bloccati con l'auto in panne, verso mezzanotte, nei pressi del passo del Foscagno. Spinsero l'auto sino in cima al valico, convinti di poter contare sulla discesa per raggiungere il paese, ma una volta arrivati in vetta dovettero rinunciare perché la strada era ingombra della neve; considerato che nove ore dopo avrebbero dovuto presentarsi alla partenza dello slalom speciale, lui e Trzesiak decisero di percorrere la strada a piedi e con gli sci. Nella notte superarono il Foscagno e il passo dell'Eira e riuscirono a raggiungere Livigno alle 8.00 della mattina seguente; la gara iniziò un'ora dopo e lui, nonostante la stanchezza accumulata, si piazzò 4º dietro a Philippe Hardy, Fausto Radici e Bruno Confortola.
Ai XII Giochi olimpici invernali di Innsbruck 1976, unica presenza olimpica e congedo agonistico di Dereziński, si classificò 52º nella discesa libera, 38º nello slalom gigante, 21º nello slalom speciale e 12º nella combinata, disputata in sede olimpica ma valida solo ai fini dei Campionati mondiali 1976.

## Palmarès

### Universiadi
- 1 medaglia[1]:
  - 1 oro (slalom speciale a Lake Placid 1972)

### Coppa del Mondo
- Miglior piazzamento in classifica generale: 37º nel 1974